# مریچ آرال
مریچ آرال (انگلیسی: Meriç Aral؛ زادهٔ ۱۷ نوامبر ۱۹۸۸) بازیگر اهل ترکیه است. وی از سال ۲۰۱۲ میلادی تاکنون مشغول فعالیت بوده‌است.
او در سریال‌ها و فیلم‌هایی از جمله جزر و مد، بازی بختم و  اتاق قرمز و قول به ایفای نقش پرداخته است.